# Regio V degli scavi archeologici di Pompei
Nella lista seguono i monumenti presenti nella Regio V degli scavi archeologici di Pompei.

## Insula 1
| Pos. | Foto | Nome                           | Descrizione | Note |
| ---- | ---- | ------------------------------ | --- | ---- |
| 1    |      | Caupona di Fortunatus          | - |      |
| 2    |      | Bottega                        | - |      |
| 3    |      | Ingresso secondario V.1.7      | - |      |
| 4    |      | Bottega                        | - |      |
| 5    |      | Bottega                        | - |      |
| 6    |      | Bottega                        | - |      |
| 7    |      | Casa del Toro                  | È stata scavata nel 1836 e nel 1875: presenta un ingresso monumentale in blocchi di tufo e capitelli, conservati successivamente ai Granai del Foro, nell'atrio è un impluvium in marmo e su di una colonnina fu ritrovato un toro in bronzo da cui la casa prende il nome; nell'abitazione rimangono tracce di intonaci sia in secondo che in quarto stile, soprattutto in un cubicolo e nell'oecus, dove sono raffigurate figure geometriche; caratteristico anche il peristilio con ninfeo. |      |
| 8    |      | Bottega                        | - |      |
| 9    | -    | Ingresso secondario (V.1.7.)   | - |      |
| 10   | -    | Ingresso secondario (V.1.23.)  | - |      |
| 11   | -    | Ingresso secondario (V.1.18.)  | - |      |
| 12   | -    | Ingresso per piano superiore   | - |      |
| 13   |      | Thermopolium di Salvius        | - |      |
| 14   |      | Bottega                        | - |      |
| 15   | -    | Casa senza nome                | - |      |
| 16   |      | Panificio                      | - |      |
| 17   |      | Bottega degli Aliarii          | - |      |
| 18   |      | Casa degli Epigrammi Greci     | Danneggiata dal bombardamento del 1943, è così chiamata per il ritrovamento di alcune citazioni in greco al di sotto di raffigurazioni di tipo sacro: tra le decorazioni principali Afrodite che assiste alla lotta tra Pan ed Eros e pescatori che rendono omaggio a Pan ed Omero. |      |
| 19   |      | Bottega                        | - |      |
| 20   |      | Casa con bottega               | - |      |
| 21   | -    | Ingresso per piano superiore   | - |      |
| 22   |      | Bottega                        | - |      |
| 23   |      | Casa di Faustus                | È stata pesantemente danneggiata da un bombardamento durante la seconda guerra mondiale che ne distrusse il corridoio d'ingresso e tre camere: nell'atrio sono presenti resti dell'impluvium, mentre diverse decorazioni parietali sono conservate nel triclinio e nel tablino, oltre che nella cucina dove fu ritrovato un larario accanto al focolare, andato poi perduto. |      |
| 24   |      | Bottega di Faustus             | - |      |
| 25   |      | Taberna di Felicio             | - |      |
| 26   |      | Casa di Lucio Cecilio Giocondo | È stata edificata tra i III ed il II secolo a.C. ed apparteneva al banchiere L. Caecilius Iucundus: la casa è famosa per il ritrovamento di due bassorilievi che raffiguravano gli effetti del terremoto di Pompei del 62 su diversi edifici. Inoltre furono ritrovate una serie di centocinquantaquattro tavole cerate, nel quale il proprietario aveva riportato gli incassi ottenuti dalle vendite e dalla riscossione degli affitti.                                                       |      |
| 27   |      | Bottega                        | - |      |
| 28   |      | Casa di M. Tofelanus Valens    | È una piccola abitazione di meno di cento metri quadrati, composta da cinque stanze: si conservano resti delle decorazioni parietali, in particolar modo il larario, realizzato con un'edicola a stucco e parti dipinte in rosso ed in bianco dov'erano disegnate piante in verde, mentre al suo interno si osservano i fori dove erano poste le statuette. |      |
| 29   |      | Bottega di M. Tofelanus Valens | - |      |
| 30   |      | Bottega di Canices             | - |      |
| 31   |      | Casa con bottega               | - |      |
| 32   |      | Ingresso secondario (V.1.1.)   | - |      |

## Insula 2
| Pos. | Foto | Nome                          | Descrizione | Note |
| ---- | ---- | ----------------------------- | --- | ---- |
| 1    |      | Casa della Regina Margherita  | È stata scavata nel 1883 ed in seguito danneggiata da un bombardamento nel 1943 che portò alla perdita di alcuni affreschi: tuttavia in alcune stanze e nel triclinio si sono conservate decorazioni pittoriche in quarto stile come la rabbia di Licurgo, Arianna abbandonata da Teseo e Narciso tra ninfe ed amorini. |      |
| 2    |      | Bottega                       | - |      |
| 3    |      | Caupona                       | - |      |
| 4    |      | Casa di Bacco                 | Chiamata anche Casa del Triclinio è stata esplorata nel 1883 e presenta il classico impianto delle case romane: al suo interno si conservano pitture in terzo stile, soprattutto nel giardino, con peristilio ben conservato e nel triclinio; andato perduto invece il larario che si trovava nei pressi dell'ingresso con la raffigurazione di Giove.                                                                        |      |
| 5    |      | Bottega                       | - |      |
| 6    |      | Bottega                       | - |      |
| 7    |      | Casa senza nome               | - |      |
| 8    |      | Bottega                       | - |      |
| 9    |      | Bottega                       | - |      |
| 10   |      | Casa di Paccia                | Ha restituito numerosi affreschi, alcuni dei quali andati perduti, come quelli presenti in una sorta di triclinio, raffiguranti il mito di Dedalo e Pasifae, altri invece sono conservati in loco e sono per lo più la zoccolatura dei pannelli murali ed altri sono infine stati staccati e conservati al museo archeologico nazionale di Napoli come Marsia, Minerva e le muse o Marsia che suo il flauto.                  |      |
| 11   |      | Bottega                       | - |      |
| 12   |      | Bottega                       | - |      |
| 13   |      | Casa con thermopolium         | - |      |
| 14   |      | Bottega                       | - |      |
| 15   |      | Casa di Giove                 | Presentava le pareti d'ingresso in travertino con pittura in giallo e viola, mentre l'atrio, senza stanze laterali reca al centro resti di un impluvium: segue quindi il giardino con peristilio ed un piccolo larario ed una stanza utilizzata come triclinio; diversi gli affreschi sono stati ritrovati come il Giudizio Universale di Paride.                                                                             |      |
| 16   |      | Bottega                       | - |      |
| 17   |      | Casa con bottega              | - |      |
| 18   | -    | Ingresso per piano superiore  | - |      |
| 19   |      | Thermopolium                  | - |      |
| 20   | -    | Ingresso secondario (V.2.19.) | - |      |
| 21   | -    | Casa senza nome               | - |      |
| A    | -    | Ingresso secondario (V.2.1.)  | - |      |
| B    | -    | Thermopolium                  | - |      |
| C    | -    | Casa senza nome               | - |      |
| D    | -    | Casa senza nome               | - |      |
| E    | -    | Ingresso secondario (V.2.I.)  | - |      |
| F    | -    | Casa di Musa                  | È stata scavata nel 1891 e presentava sulla facciata principale diverse iscrizioni elettorali: l'atrio è privo di impluvium, la cucina presentava un intonaco bianco con macchie rosse ed un piccolo larario mentre nel cortile sono stati ritrovati un dolium in terracotta e diverse anfore. |      |
| G    | -    | Casa di N. Fufidius Successus | È stata esplorata nel 1891 e nel 1907: è caratterizza da un atrio di tipo tuscanico con impluvium in tufo ed in questo ambiente fu ritrovato un sigillo che riportava il nome di Fufidius Successus, il quale era anche ripetuto su alcuni graffiti sul muro; la maggior parte delle decorazioni pittoriche sono in terzo stile come quello di un santuario rurale con intorno animali volanti o Perseo che libera Andromeda. |      |
| H    | -    | Casa del Cenacolo             | È stata scavata nel 1891 e restaurata nel 1975 offrendo la possibilità di vedere il piano superiore, a cui si accede tramite una scala nell'atrio: questo è caratterizzato da quattro colonne; in diversi ambienti della casa sono visibili affreschi sia in primo che in terzo stile e resti della pavimentazione a mosaico come nel tablino, realizzato a motivi geometrici.                                                |      |
| I    | -    | Casa delle Nozze d'Argento    | È stata scavata nel 1893, anno delle nozze d'argento dei reali italiani: di epoca sannitica, fu ampliata durante l'età augustea. Presenta uno degli atri più grandi di Pompei, oltre ad un quartiere termale e due triclini; di notevole interesse il peristilio, con sul fondo un'esedra con pareti gialle, circondata da due camere con decorazioni in secondo stile.                                                       |      |

## Insula 3
| Pos. | Foto | Nome                          | Descrizione | Note |
| ---- | ---- | ----------------------------- | --- | ---- |
| 1    |      | Ingresso per piano superiore  | - |      |
| 2    |      | Bottega                       | Dotata anche di stanze sul retro, al momento dello scavo era probabilmente presente un larario; restano tracce della scala per il piano superiore, della latrina e del focolare. |      |
| 3    |      | Casa con bottega              | Scavata nel 1877 e nel 1905, restaurata nel 1979, era anche dotata di un piano superiore, di cui si notano i primi gradini della scala: nonostante al suo interno non è presente alcun larario, è stata ritrovata, in uno degli ambienti, una statua della Fortuna. |      |
| 4    |      | Casa della Soffitta           | È caratterizzata da un lungo corridoio realizzato con blocchi di calcare e doveva avere le pareti decorate con intonaco a fondo nero e da un giardino, coi i resti di due colonne che presentano ancora le rifiniture in stucco, sul quale si affaccia il tablino, con larario, decorato in rosso; anche altri ambienti presentano resti di decorazioni in nero, rosso e giallo, alcuni dei quali arricchiti con medaglioni con grifoni.              |      |
| 5    |      | Bottega                       | Sono presenti resti della scala per il piano superiore. |      |
| 6    |      | Casa di Narcisso              | È stata scavata tra il 1900 ed il 1902: la parte che si affacciava sulla strada era utilizzata come bottega, dove c'era anche una scala che conduceva al piano superiore; all'interno della casa ben conservate le pitture del triclinio, dove in pannello si osserva la raffigurazione di Narciso, che tra l'altro dà il nome all'abitazione, seduto su un podio.                                                                                    |      |
| 7    |      | Casa della Regina d'Olanda    | È stata esplorata prima nel 1901 ed in seguito nel 1908: superato l'ingresso si accede ad un grosso vestibolo che si affaccia sull'atrio, contornato da cubicoli; segue quindi uno stretto corridoio dove sorgeva la cucina con latrina, per arrivare poi al giardino dove sono diversi larari ben conservati, uno dei quali a nicchia con frontone.                                                                                                  |      |
| 8    |      | Casa con panificio            | Trasformata in panificio, rimangono nell'atrio le macine, il forno e un impluvium decorato a mosaico; sono presenti tracce di pittura in primo stile alle pareti e pavimento a mosaico. |      |
| 9    | -    | Casa di Cosmus ed Epidia      | Presentava sulla facciata d'ingresso alcune iscrizioni elettorali: all'interno, nell'atrio, si osservano resti dell'impluvium, mentre in alcuni cubicoli circostanti resti dell'intonaco in rosso e giallo; nel giardino è un larario con nicchia, di cui restano solo poche tracce di decorazione come il serpente alla base. |      |
| 10   | -    | Casa senza nome               | Scavata nel 1901, conserva tracce di affreschi alle pareti, in particolare nel tablino, in alcuni cubicoli e nel giardino: nelle cucina, dove è presente il focolare, è stato ritrovato un larario con raffigurazione di serpente, andato perduto. |      |
| 11   | -    | Casa senza nome               | Esplorata nel 1902, si conservano resti di affreschi alle pareti e parti di pavimentazione in marmo: in uno degli ambienti è stato ritrovato un cofanetto con all'interno pezzi di gioielleria e tre statuette in bronzo, di cui una raffigurante Venere. |      |
| 12   | -    | Casa di M. Samellius Modestus | Chiamata anche Casa degli Ori si presenta ancora parzialmente scavata: sulla facciata diverse iscrizioni elettorali che chiedevano voti per Sammelius Modestus, un edile, mentre nel corridoio d'ingresso sono stati ritrovati dei pannelli in gesso rosso con quadretti centrali raffiguranti uccelli e insetti; decorazioni, sempre sul tema di animali e insetti, si ritrova anche in altri ambienti, mentre la pavimentazione era in cocciopesto. |      |

## Insula 4
| Pos. | Foto | Nome                                | Descrizione | Note |
| ---- | ---- | ----------------------------------- | --- | ---- |
| 1    | -    | Casa con panificio                  | - |      |
| 2    |      | Bottega                             | - |      |
| 3    |      | Casa di un Flamine                  | È stata scavata nel 1842 e nel 1899 e danneggiata durante un bombardamento nel 1943, che distrusse tra l'altro la scala che portava al piano superiore e parte del larario nell'atrio: in questo stesso ambiente inoltre furono ritrovati scheletri umani e animali; in diversi ambienti si riscontrano tracce di resti pittorici, alcuni ben conservati, mentre tra i reperti più significativi ritrovati diverse monete di bronzo e di argento e statuette di divinità. |      |
| 4    |      | Bottega                             | - |      |
| 5    |      | Bottega                             | - |      |
| 6    |      | Bottega                             | - |      |
| 7    |      | Caupona di Spatalus                 | - |      |
| 8    | -    | Ingresso secondario (V.4.7.)        | - |      |
| 9    | -    | Casa senza nome                     | - |      |
| 10   | -    | Casa senza nome                     | - |      |
| 11   | -    | Ingresso secondario (V.4.A.)        | - |      |
| 12   | -    | Ingresso secondario (V.4.13.)       | - |      |
| 13   | -    | Casa di M. Fabius Secundus e Optata | Chiamata anche Casa delle Origini di Roma fu esplorata a più riprese tra il 1873 ed il 1903 ed è così chiamata per il ritrovamento di un sigillo in bronzo con il nome di Fabius Secundus e per un quadretto raffigurante la fondazione di Roma, oggi esposto al museo archeologico di Napoli: la casa presenta un impianto irregolare ed in diversi ambienti, come nel triclinio ed in una diaeta, sono ancora presenti tracce di decorazioni parietali.                 |      |
| A    | -    | Casa di Marco Lucrezio Frontone     | È di dimensioni ridotte e risale al II secolo a.C.: l'interno è abbellito in terzo e quarto stile, con importanti affreschi come le nozze tra Venere e Marte, il trionfo di Bacco e Teseo ed Arianna. Oltre all'atrio e al tablino, la casa propone anche un triclinio invernale ed un giardino con la raffigurazione di scene di caccia tra animali. |      |
| B    | -    | Casa senza nome                     | - |      |
| C    | -    | Casa di M. Samellius Modestus       | Chiamata anche Casa della Duchessa di Aosta è stata scavata tra il 1905 ed il 1906, anche se solo parzialmente: sulla facciata è stata ritrovata un'epigrafe che faceva riferimento a Sammelius Modestus ed al momento dell'esplorazione è stato possibile effettuare il calco di una scala |      |
| D    | -    | Identificazione incerta             | - |      |

## Insula 5
| Pos. | Foto | Nome                         | Descrizione | Note |
| ---- | ---- | ---------------------------- | --- | ---- |
| 1    | -    | Bottega                      | - |      |
| 2    | -    | Casa senza Compluvium        | È così chiamata per l'assenza del compluvium: il problema dell'illuminazione dell'ambiente fu facilmente risolto creando ampie finestre; la casa, dall'impianto irregolare, aveva mura alte fino a sei metri ed era dotata anche di un piano superiore. Caratteristico il graffito vicino ad una finestre che invitava i ladri a non entrare.                          |      |
| 3    | -    | Casa dei Gladiatori          | Ha l'ingresso che si affaccia direttamente sul peristilio: sulle colonne sono state ritrovate tracce di graffiti fatti da gladiatori; all'interno della casa si conservano resti di decorazioni parietali in rosso ed altre, meglio preservate, che raffigurano figure femminili o di animali, oltre al triclinio dove si è ben mantenuta la pavimentazione a mosaico. |      |
| 4    | -    | Bottega                      | - |      |
| A    | -    | Ingresso secondario (V.5.3.) | - |      |

## Insula 6
| Pos. | Foto | Nome                              | Descrizione | Note |
| ---- | ---- | --------------------------------- | ----------- | ---- |
| 1    | -    | Caupona di Manius Salarius Crocus | -           |      |
| 2    |      | Identificazione incerta           | -           |      |
| 3    |      | Identificazione incerta           | -           |      |
| 4    |      | Identificazione incerta           | -           |      |
| 5    | -    | Identificazione incerta           | -           |      |
| 6    | -    | Identificazione incerta           | -           |      |
| 7    | -    | Identificazione incerta           | -           |      |
| 8    | -    | Identificazione incerta           | -           |      |
| 9    | -    | Identificazione incerta           | -           |      |
| 10   | -    | Identificazione incerta           | -           |      |
| 11   | -    | Identificazione incerta           | -           |      |
| 12   | -    | Identificazione incerta           | -           |      |
| 13   | -    | Identificazione incerta           | -           |      |
| 14   | -    | Identificazione incerta           | -           |      |
| 15   | -    | Identificazione incerta           | -           |      |
| 16   | -    | Identificazione incerta           | -           |      |
| 17   | -    | Identificazione incerta           | -           |      |
| 18   | -    | Identificazione incerta           | -           |      |
| 19   |      | Identificazione incerta           | -           |      |
| A    | -    | Identificazione incerta           | -           |      |
| B    | -    | Identificazione incerta           | -           |      |
| C    | -    | Identificazione incerta           | -           |      |

## Insula 7
| Pos. | Foto | Nome                    | Descrizione | Note |
| ---- | ---- | ----------------------- | --- | ---- |
| 1    | -    | Identificazione incerta | - |      |
| 2    | -    | Identificazione incerta | - |      |
| 3    | -    | Identificazione incerta | - |      |
| 4    | -    | Identificazione incerta | - |      |
| 5    | -    | Identificazione incerta | - |      |
| 6    | -    | Casa di Paride          | È un'abitazione in parte scavata tra il 1907 ed il 1908 e di cui è visibile solo la facciata, anche se non si conosce con chiarezza l'ingresso principale in quanto sono state riscontrate sette porte: sulla facciata sono presenti resti d'intonaco con alcune iscrizioni elettorali. |      |
| 7    | -    | Identificazione incerta | - |      |